# تفجير سيارة في عدن 2015
في 6 ديسمبر 2015 أدى هجوم بسيارة مفخخة إلى مقتل محافظ عدن اللواء جعفر محمد سعد والوفد المرافق له. كانت قافلة سعد تسافر إلى مكتبه في منطقة عدن الغربية.
أعلن داعش فرع اليمن مسؤوليته عن السيارة المفخخة. وصفوا سعد بأنه مضطهد وكافر وهدد بمزيد من الهجمات في اليمن. أفادت المجموعة أنها فجرت القنبلة عندما مر موكب سعد حيث كانت السيارة متوقفة.
كان الانفجار قويا وسمع من على بعد 10 كيلومتر. وقتل ستة من حراس سعد وأصيب عدد آخر بجراح. ذكر الأطباء أن جثث الضحايا لا يمكن التعرف عليها. صور مفترضة للهجوم أظهرت سيارة محطمة ومدمرة.
نشر داعش شريط فيديو من خلال إعلام ولاية عدن أبين وكان القصف جزءا منه.